# جيورغه بيتراشكو

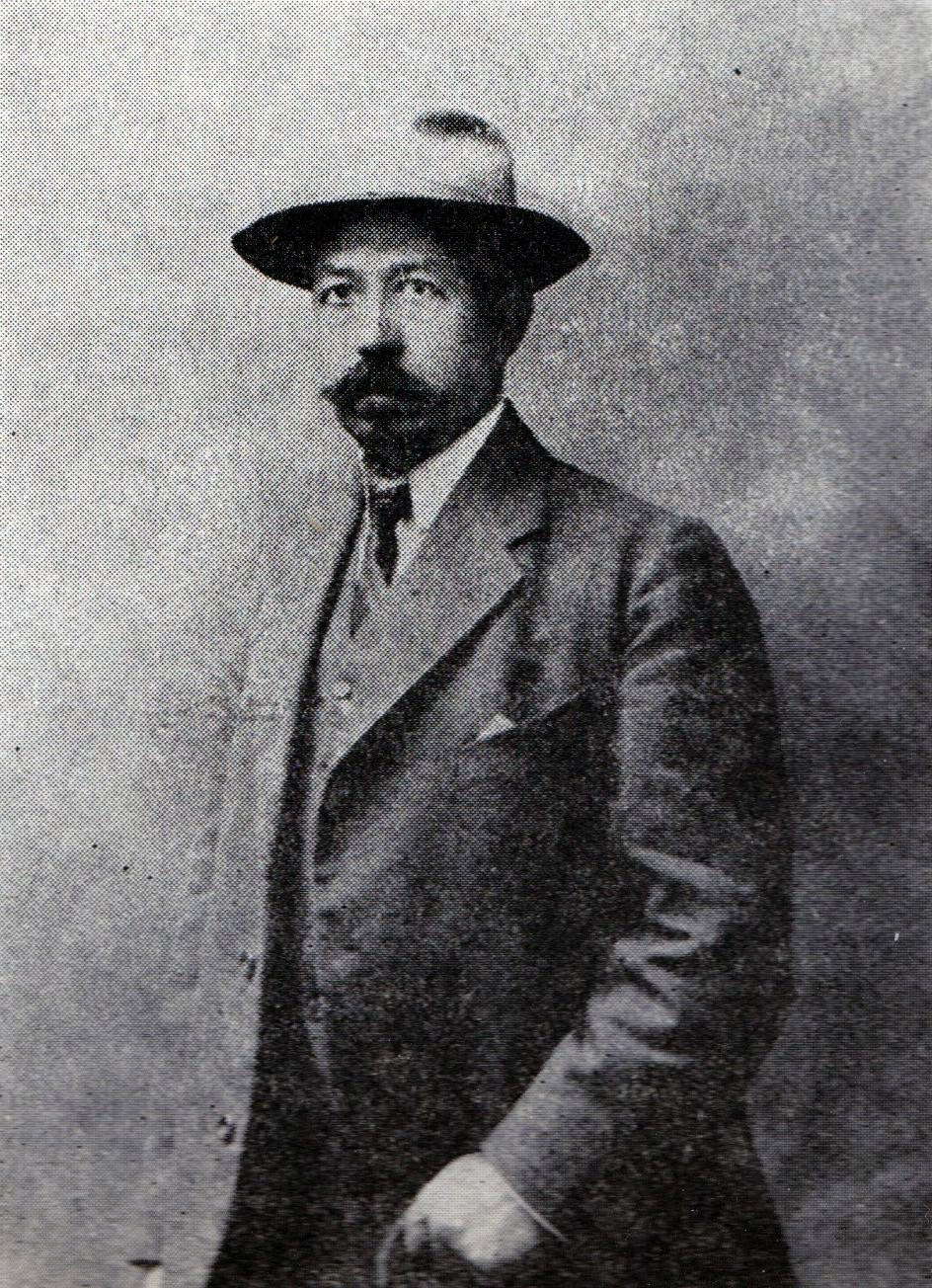
جيورغه بيتراشكو

كان جيورغه بيتراشكو (20 نوفمبر 1872 في تيكوتشي- 1 مايو 1949 في بوخارست)، رسامًا رومانيًا. فاز بعدد كبير من الجوائز على امتداد حياته وعُرضت لوحاته بعد وفاته في معرض باريس الدولي وبينالي البندقية. كان أخا إن. بيتراشكو، وهو ناقد أدبي وروائي.
في 1936، انتُخب بيتراشكو ليكون عضوًا فخريًا في الأكاديمية الرومانية.
وُلد في تيكوتشي برومانيا، في عائلة ذات تراث ثقافي. كان والداه مالكي مقاطعة فالتشيو، كوستاكه بيتروفيتشي روستشوكليو وزوجته إلينا، التي كان اسمها قبل الزواج بيتو دوميتريو. لكونه أخو الدبلوماسي والكاتب والناقد الأدبي والفني نيكولاي بيتراشكو، أظهر جيورغه بيتراشكو ميولًا فنية في صغره، ودرس دراساته الأولى في الجامعة الوطنية للفنون في بوخارست. بموجب توصية نيكولاي غريغوريشكو، تلقى منحة دراسية ليحسن مستواه خارج البلاد. بعد وقت قصير في ميونيخ، غادرها قاصدًا باريس، حيث تسجل في أكاديمية جوليان وعمل في استوديو بوغيرو (1899- 1902). منذ معرضه الشخصي الأول في الأثينيوم الروماني (1900)، لاحظه الكاتبان باربو شتيفانيسكو ديلارفانشيا وألكساندرو فلاهوتا، اللذان اشتريا له عملًا.
بشغف لا يُكبح جماحه، رسم المشاهد الطبيعية، في البلاد (سينايا وتارغو أوكنا وكامبولونج موسكيل)، وفي فرنسا (فيتري وسان مالو)، وإسبانيا (جسر سان مارتن في طليطلة) وفي إيطاليا بصورة خاصة (البندقية وكيودجا ونابولي). في مشاهده الطبيعية، لا تمحي الإضاءة الحدود كما عند الانطباعيين، بل على العكس، تفرض الطرز المعمارية بانطباع الصلابة. من وجهة النظر هذه، تظهر المشاهد الطبيعية للبندقية لا امتثالية بيتراشكو أفضل إظهار. يقاوم الفنان التفسيرات التقليدية، التي كان فيها المشهد الطبيعي للمدينة على البحيرة مجرد ذريعة لتحليل تداخل اهتزازات الضوء، في التغير الأبدي على الماء، وعلى الجدران الملونة وفي الهواء النقي.
في نظر بيتراشكو، تتمتع البندقية بنبل درامي، وعظمة مأساوية ورائعة، «رفقة تألق الآثار القديمة، التي تستحضر تاريخ القصور القديمة، بشعرها الجدي والمذهل». في فورة من الطوابع اللونية القاسية، خلق بيتراشكو كتلة من الألوان الصاخبة، من خلال تجاور غير عادي للأحمر الباهت، مع تدرجات من الأزرق والرمادي والبني. يعطي هذا التداخل المتتالي عجينة بيتراشكو بنية نحتية تقريبًا، وتؤثر خشونة اللون على نظام التدرجات والضوء مثل علامات تلطيف. تقدم الصور الشخصية –ولا سيما التي رُسمت بين 1923 و1927- انطباع صرامة مهيبة. يبدو أن الصور الشخصية الذاتية في «متحف زامباتشيان» تنحدر من عصر النهضة الإيطالية، وهي ذات جاذبية عالية لكن فيها لمسة شهوانية أيضًا.
في المعارض الشخصية، بين 1903 و1923 في الأثينيوم الروماني، ثم في «بيت الفن» (1926- 1930)، وبلغت ذروتها في معرضين استذكاريين في «سالا داليس في 1936 و1940. شارك في بينالي البندقية (1924 و1938 و1940، وتلقى «الجائزة الكبرى» عن «المعرض الدولي» في برشلونة (1929) وفي باريس (1937).

## اعتبارات مذكراتية عامة
حالما مرّ الوقت، صارت الأعمال التي تركها جيورغه بيتراشكو لذريته، نحو ثلاثة آلاف لوحة والعديد من الأعمال التصويرية، مهرًا للفنون الجميلة والتي جرت عليها جميع صنوف الملاحظات، وكانت مختلفة كلها. وجد أولئك الذين درسوا أعماله وثمنوا إبداعه أن ثمة الكثير من الالتباس والتقدير الخاطئ في سيرته. حدث انتقاص وانتقادات مهينة وظالمة، والكثير من العبارات المبتذلة التهكمية ولكن البديهية الخيّرة والمبالغات والمديح الظرفي كذلك. صارت التحليلات النقدية مراجع أساسية وحكيمة، وحاسمة غالبًا. من الجدير بالذكر أن التقييمات المبكرة التي جرى التحقق من صحتها بالتزامن الحديث، ما تزال صالحة بنفس الدرجة اليوم. تخبر الملاحظات الصائبة، والماكرة في بعض الأحيان، التي أدلى بها شتيفان بيتيكا في الظروف التي لم يكن لديه فيها نظرة عامة على الأعمال البتراشكية. في الفترة السابقة للحرب العالمية الأولى، ذاعت تعليقات ثاقبة علقها آبكار بالتازار، وبي. برانيشتيانو (الاسم المستعار الأدبي لبيركو براونستاين)، وإن. دي. كوتشيا، ومارين سيميونيسكو رامنيتشيانو، وتودور أرغايزي، وثيودور كورنيل (الاسم المستعار الأدبي لتوما دوميتريو)، وإيوسيف إيسر وأدريان مانيو، إلخ.
في خلال فترة ما بين الحربين، ساهم فرانسيسك شيراتو، ونيكولاي تونيتزا، ونيتشيفور كراينيك مساهمات مهمة، وتبعهم جورج أوبريسكو، وأوسكار والتر سيسك، وألكساندرو بوسيوتشانو، وبيترو كومرانيسكو، وإيونيل جيانو، وليونيلو فينتوري وجاك لاسين. بذلوا كلهم جهدًا لشرح وفهم إبداع الفنان الروماني. من الجدير بالذكر أنه في السجلات الصحفية خلال حياة الرسام، لوحظت الملاحظات نفسها، وكررها عشرات المعلقين حتى التخمة. رأى مؤرخ الفن فاسيلي فلوريا أنه حتى يومنا هذا، يقدر الذين يدرسون أعمال بيتراشكو التقديرات نفسها، من دون أن يعرفوا أنهم يفعلون ذلك من خلال إعادة اكتشاف جوانب معينة ذكرها آخرون قبل عقود. كان لفلوريا رأي أيضًا يقول إن عملية كشف معاني إبداع الفنان ستكتمل بصعوبة عظيمة بسبب كثرة الأعمال ومعانيها الغنية. دعمًا لهذا الرأي، نُشرت دراسات توليفية وأبحاث بعد عام 1944 على أيدي إيونيل جيانو وجورج أوبريسكو وكريكور زامباتشيان وتودور فيانو وأوريل فلاديمير دياكونو وإليونورا كوستيكو، ويوجين كراتشيون وثيودور إنسيكو. وفقًا لفاسيل فلوريا، يجب أن يُجرى تحليل إبداع الفنان على مستويين: واحد لبيتراشكو في تطور مستمر عبر حركة بطيئة وحركة ثابتة، ويتسم بالاستقرار، والذي يلخص الأول «...على أنه تنشّؤ يلخص علم الوراثة العرقي».